# Cuộc đời của Pi
Cuộc đời của Pi (tiếng Anh: Life of Pi) là một tiểu thuyết của nhà văn người Canada Yann Martel, được xuất bản năm 2001 bởi nhà xuất bản Knopf Canada. Năm 2002, cuốn sách giúp tác giả giành được giải Man Booker. Năm 2003, văn bản tiếng Anh, Life of Pi, được chọn cho giải Canada Reads và văn bản tiếng Pháp, L'Histoire de Pi, được chọn cho giải Le combat des livres; cả hai giải là của CBC Radio.

## Nội dung
Tác phẩm kể về cậu bé Piscine Molitor Patel, sau đó, cậu tự gọi mình là Pi. Pi là con trai của một chủ vườn thú tại vùng Pondicherry của Ấn Độ. Cậu say mê tôn giáo và cùng một lúc theo cả đạo Hindu, đạo Hồi và đạo Thiên Chúa. Để tránh những biến cố chính trị, gia đình cậu chuyển toàn bộ vườn thú tới Canada trên một con tàu của Nhật Bản có tên là Tsimtsum. Con tàu đã gặp một cơn bão lớn và chìm, còn Pi lạc mất gia đình mình, cậu sống sót trên chiếc thuyền cứu hộ cùng một con hổ Bengal có tên Richard Parker, một con linh cẩu, một con đười ươi và một con ngựa vằn. Cuối cùng, chỉ còn lại con hổ và cậu lênh đênh trên biển. Sử dụng những hiểu biết về nuôi dưỡng thú hoang, Pi đã duy trì sự sống của cả cậu và Richard Parker cho tới khi cả hai dạt lên một bờ biển.
Câu chuyện bắt đầu khi tác giả gặp Pi, lúc này đã ở tuổi trung niên có vợ và hai con, tại Winnipeg - Canada và bắt đầu ghi chép lại chuyện đời của anh.

## Nhân vật
Piscine Molitor Patel hay còn gọi là "Pi" Patel là người kể chuyện và nhân vật chính của cuốn tiểu thuyết. Cậu được đặt tên theo tên của một hồ bơi ở Paris, mặc dù thực tế là cậu cũng như của cha mình đặc biệt thích bơi. Phần 1 câu chuyện bắt đầu được kể khi Pi ở tuổi trung niên, bây giờ đã kết hôn và có gia đình riêng của mình, và sống ở Winnipeg, Canada. Đồng thời các sự kiện chính của phần 2 câu chuyện, khi cậu mới mười sáu tuổi. Pi kể lại câu chuyện của cuộc đời mình và 227 ngày hành trình của mình trên xuồng cứu sinh sau khi con tàu chìm ở giữa Thái Bình Dương trong một chuyến đi đến Bắc Mỹ. Chuyến đi này là thử thách cực độ cả về tinh thần lẫn thể xác. Bạn đồng hành của Pi là một con hổ Ben-gan trưởng thành, vừa là mối nguy lại vừa là cái neo giúp Pi bám lấy cuộc sống. Phần 3 của câu chuyện diễn ra tại một bệnh xá của Mê-hi-cô, nơi hai viên chức của hãng tàu Nhật Bản phỏng vấn Pi về nguyên nhân tàu chìm.
Giải thích thêm về tên "Pi": Do tên Piscine phát âm là "Pit-xin", rất dễ nhầm với Pissing, do đó nhân vật chính quyết định lấy tên là Pi để tránh bị trêu chọc.

## Bản dịch tiếng Việt
Cuộc đời của Pi được xuất bản tại Việt Nam năm 2004 bởi công ty Nhã Nam. Bản tiếng Việt do dịch giả Trịnh Lữ chuyển ngữ. Cuộc đời của Pi được trao giải thưởng dành cho văn học dịch của Hội nhà văn Hà Nội năm 2004.

## Phim chuyển thể
Tiểu thuyết được Mỹ chuyển thể thành phim, do Lý An đạo diễn, Suraj Sharma đóng vai chính, ngoài ra có sự tham gia của Shravanthi Sainath,Tabu (diễn viên Ấn Độ), Adil Hussain, Irrfan Khan (diễn viên Ấn Độ), Gérard Depardieu (Pháp), Rafe Spall (Anh), đầu tư 120 triệu USD, dự kiến công chiếu 21. 11. 2012.
Phim đã được công chiếu tại Anh ngày 03.12.2012.

## Giải thưởng
Năm 2013, tại lễ trao giải Oscar lần thứ 85, Cuộc đời của Pi đã được đề cử ở 11 hạng mục (xếp thứ 2) và chiến thắng với bốn giải: Đạo diễn xuất sắc nhất (Ang Lee), Nhạc phim hay nhất, Quay phim xuất sắc nhất.